# 台湾の政党一覧
台湾の政党一覧（たいわんのせいとういちらん）では、中華民国内政部に政党として登記されている中華民国の政党を列挙する。

## 概要
中華民国における政党の定義は「動員戡乱時期人民団体法」（1989年に公布、以後幾度か修正）の規定を満たした政治団体とされている。中華民国において政党の存在を管理・監督する行政機関は内政部であり、内政部の民政司が広報する「政黨名冊」に政党として登記されている団体のみが合法的な政党である。
「人民団体法」第44条では政治団体について、第45条では政党について以下のように定義している。
| - 第44条 政治団体とは共同の民主政治理念を持ち、国民の政治的意思形成に協力し、国民の政治参与を促進する目的で、中華民国国民によって組織される団体である。 - 第45条 左記規定のいずれかに該当する物を政党とする。 1. 全国的政治団体が候補者を推薦して公職人員選挙に参加することを目的とし、本法規定により政党を設立し、かつ、中央主管機関に報告して受理されたもの 2. すでに登録されている全国的政治団体で候補者を推薦して公職人員選挙に参加することを目的とするもの 出典： |

1989年の公布当初、人民団体法は第2条及び第53条で、共産主義に基づく団体、並びに国土分裂につながる主張（台湾では主に台湾独立の主張）をする団体の存続・活動を禁じていた。しかし2008年6月、司法院大法官会議（憲法法廷）は、同法第2条及び第53条が中華民国憲法の規定（第11条の言論の自由や第14条の結社の自由）を侵害しており、これらの存在は憲法違反であると判断した（司法院釈字第644号解釈）。それに基づき、立法院は法改正を行い、2011年6月公布の改正法からは該当条文が削除されている。

## 政党一覧
内政部民政司は『政黨及全國性政治團體資訊網』で「政黨名冊（政党名冊）」を公開している。2024年2月末時点で、「政党名冊」には389の政党が登録されているが、この中には既に解散した政党も含まれているので注意が必要である。
下記の表は「政党名冊」が公表する登録番号順に政党を掲載している。人民団体法が公布された1989年の年末までに登録された政党数は40である。

### 登録政党
| 1.中国国民党※△ 2.中国青年党※△ 3.中国民主社会党※△(2020年4月廃止) 4.工党※(2022年廃止) 5.中国民主党(2018年8月解散) 6.中国民主正義党 7.中華共和党(2020年4月廃止) 8.中国連合党(2020年4月廃止) 9.中国新社会党(2020年4月廃止) 10.中国民衆党△ 11.中国中和党(2020年4月廃止) 12.中国統一党(2020年4月廃止) 13.統一民主党(2018年３月解散) 14.中国忠義党(2018年5月解散) 15.台湾労働党△ 16.民主進歩党※△ 17.中華青少党(2018年6月解散) 18.中国老兵統一党(2022年廃止) 19.青年中国党(2020年4月廃止) 20.忠義致公党(2020年4月廃止) 21.中国民主青年党(2020年4月廃止) 22.中国鉄衛党(2020年4月廃止) 23.中国団結党(2020年4月廃止) 24.中国自由民主党(2020年4月廃止) 25.中国復興党(2020年4月廃止) 26.大同党(2020年4月廃止) 27.中国国安党(2022年廃止) 28.中国和平党(2020年4月廃止) 29.中国民主革新党(2020年4月廃止) 30.民主自由党(2020年4月廃止) 31.民主行動党(2018年5月解散) 32.中国民主憲政党△(2022年廃止) 33.中国大同民主党(2020年4月廃止) 34.中国洪英愛国党(2020年4月廃止) 35.大公党(2020年4月廃止) 36.中国自強党(2020年4月廃止) 37.中国中青党(2020年4月廃止) 38.中華正統党(2020年4月廃止) 39.中国民主統一党(2022年廃止) 40.中国全民党 41.中国保民党(2020年4月廃止) 42.農民党△(2020年4月廃止) 43.中国崇尚正義党(2020年4月廃止) 44.中国民治党(2020年4月廃止) 45.中国人権促進党(2020年4月廃止) 46.中国民政党(2020年4月廃止) 47.原民党△(2020年4月廃止) 48.中興党(2018年4月解散) 49.中国民富党(2020年4月廃止) 50.民主共和党(2020年4月廃止) 51.自主民行党(2020年4月廃止) 52.中華全民均富党(2022年廃止) 53.中国大同社会党(2018年12月解散) 54.天下為公党(2020年4月廃止) 55.中国青年民主党(2020年4月廃止) 56.真理党(2020年4月廃止) 57.中国大同統一党(2020年4月廃止) 58.中国檳英富国党(2020年4月廃止) 59.中華社会民主党※(2020年4月廃止) 60.新中国民主建設党(2020年4月廃止) 61.中国自由社会党(2018年5月解散) 62.中国自立党(2020年4月廃止) 63.中国全民福利党(2018年2月解散) 64.中国婦女党(2020年4月廃止) 65.中国婦女民主党(2022年廃止) 66.全国民主非政党連盟※△(2020年4月廃止) 67.中国人民行動党(2022年廃止) 68.中華労工党(2020年4月廃止) 69.全国労工党(2020年4月廃止) 70.中華少数民族正義党△(2020年4月廃止) 71.中華民族共和党(2018年5月解散) 72.中華安青党(2022年廃止) 73.公民党△ 74.新党※△ 75.青年協和進歩党(2020年4月廃止) 76.中国国家党(2020年4月廃止) 77.人民団結党(2020年4月廃止) 78.先進党△(2020年4月廃止) 79.台湾緑党△ 80.家庭基本收入 81.自然律党(2018年1月解散) 82.台湾建国党※△(2020年4月廃止) 83.中華新民党(2020年4月廃止) 84.社会改革党(2020年4月廃止) 85.民主聯盟※(2018年5月解散) 86.新国家連線※△(2018年12月解散) 87.台湾民主党(2020年4月廃止) 88.中国天同党(2022年廃止) 89.中山党(2020年4月廃止) 90.親民党※△ 91.中国共和民主党(2020年4月廃止) 92.大中華統一陣線(2020年4月廃止) 93.新中国統一促進党(2020年4月廃止) 94.台湾慧行志工党(2023年解散) 95.台湾団結連盟※△ 96.台湾族群統一連盟(2006年8月解散) 97.台湾吾党※(2020年4月廃止) 98.中国台湾致公党 99.富民党(2020年4月廃止) 100.中国喚民党(2020年4月廃止) 101.台湾工党 102.全民忠義党(2019年9月解散) 103.世界和平党(2018年6月解散) 104.工教連盟(2019年7月解散) 105.人民権利進歩党(2020年4月廃止) 106.無党団結連盟※△ 107.尊厳党 108.中華民国自由自在党(2020年4月廃止) 109.保衛中華大同盟(2018年12月解散) 110.保護台湾大連盟(2018年12月解散) 111.台湾人民行動連盟(2020年4月廃止) 112.中華博愛致公党(2020年4月廃止) 113.中華統一促進党 114.中国民主進歩党(2020年4月廃止) 115.新台湾党(2020年4月廃止) 116.台湾建国連盟(2020年4月廃止) 117.台湾党(2020年4月廃止) 118.済弱扶傾連盟(2018年2月解散) 119.台湾生活党(2018年5月解散) 120.党外団結連盟(2018年6月解散) 121.客家党(2022年廃止) 122.全民廉政無党連盟(2018年5月解散) 123.台湾新客家党(2020年4月廃止) 124.台湾平民行動党(2020年4月廃止) 125.全民健康連盟(2020年4月廃止) 126.自由工党(2020年4月廃止) 127.台湾国民党 128.台湾農民党(2019年9月解散) 129.台湾平民民主党(2018年1月解散) 130.第三社会党(2020年4月廃止) 131.中華革興党(2018年5月解散) 132.大道慈悲済生党(2020年4月廃止) 133.台湾人権連盟(2019年11月解散) 134.制憲連盟(2020年4月廃止) 135.民主和平党(廃止) 136.台湾民主共和党(廃止) 137.世界和平中立党(廃止) 138.台湾国家党(2018年5月解散) 139.本土公民党(2018年3月解散) 140.台湾共和党(2020年4月廃止) 141.台湾共産党(2020年4月廃止) 142.世界労工党(2020年4月廃止) 143.中華民族党(2020年4月廃止) 144.広播電訊連盟党(2022年廃止) 145.中華民国広播党(廃止) 146.海峡両岸和平大連盟党(2018年11月解散) 147.中華民国共産党(2018年5月解散) 148.礼憲党(2018年6月解散) 149.台湾民政党(2019年5月解散) 150.孝道党(2020年4月廃止) | 151.中華婦女党 152.中国共産連盟(2018年7月解散) 153.人民最大党 154.東方紅党(2019年3月解散) 155.福爾摩沙法理建国党(2011年11月解散) 156.人民党(2014年4月解散) 157.台湾民主共産党(2020年4月廃止) 158.白党(2020年4月廃止) 159.鳳凰党(2020年4月廃止) 160.台湾福利党(2018年12月解散) 161.中華天同党(2018年5月解散) 162.中華客家党(2020年4月廃止) 163.大中華梅花党(2020年4月廃止) 164.中華生産党(2013年11月取消) 165.中華精英党 166.台湾主義党(2020年4月廃止) 167.中国洪門致公党(2019年1月解散) 168.台湾我們的党(2020年4月廃止) 169.大道人民党(2020年4月廃止) 170.台湾民意党 171.台湾民主運動党(2022年廃止) 172.善惡黨(廃止) 173.中華家国党(2022年廃止) 174.中国社会党(2018年8月解散) 175.中華建設党(2022年廃止) 176.圓党(2020年4月廃止) 177.中華維新党(2020年4月廃止) 178.第三勢力連盟(2018年5月解散) 179.華聲党 180.聖域真明党(2018年4月解散) 181.政治議題連盟(2020年4月廃止) 182.中華文化党(2020年4月廃止) 183.世界客属党(2020年4月廃止) 184.中国青蓮党(2020年4月廃止) 185.台湾成功党(2019年1月解散) 186.中華青年連合党(2018年3月解散) 187.中華台商愛国党(2018年5月解散) 188.正党 189.健保免費連線(2020年4月廃止) 190.台湾民族党(2020年4月廃止) 191.中華連合党 192.市地公有連線 193.大道執行連盟(2018年5月解散) 194.教育免費連線(2020年4月廃止) 195.中華民国台湾基本法連線 196.教科文予算保証e連盟(2020年4月廃止) 197.台湾社会民主党(2020年2月解散) 198.新華労働党 199.人民民主党 200.中国新洪門党(2022年廃止) 201.正義連盟(廃止) 202.台湾建国党※(2020年4月廃止) 203.共和党(2022年廃止) 204.全民無党連盟(2020年4月解散) 205.司法改革連線(2020年4月廃止) 206.言論自由連盟(2020年4月廃止) 207.中華赤色連盟 208.中華蓬萊両岸合一大同盟(2020年4月廃止) 209.連合党(2020年4月廃止) 210.三等国民公義人権自救党(2020年4月廃止) 211.台湾革命党(1987年解散) 212.民主社会福利建国党(2018年7月解散) 213.中山梅花党 214.台湾新住民福利党(2020年4月廃止) 215.文化地球党(2020年4月廃止) 216.人民正義党(2019年12月解散) 217.明月連盟(2018年7月解散) 218.和平建国党(2020年4月廃止) 219.台湾進歩党 220.中華民国国民生活改善連盟(2017年6月解散) 221.道共民主党(2020年4月廃止) 222.消費者団結連盟 223.富強革命党(2020年4月廃止) 224.台湾整復師連盟工党 225.中華健康連盟(2014年３月取消) 226.三新梅花党(2020年4月廃止) 227.全民的党(2020年4月廃止) 228.中華民族信心党(2020年4月廃止) 229.全民行動党(2020年4月廃止) 230.中華新住民党 231.台湾番薯党(2020年4月廃止) 232.大道昊天連盟(2020年4月廃止) 233.中華同興党(2020年4月廃止) 234.台湾第一民族党(2020年3月解散) 235.中華両岸文化経済党(2020年4月廃止) 236.中華慈悲忠義党 237.地球公義戦線 238.中華民国台湾300年憲政革命行動党(2020年4月廃止) 239.社会改造党(2018年4月解散) 240.司法正義党 241.台湾全民党(2018年5月解散) 242.公平正義党(2019年1月解散) 243.中華団結連盟(2022年廃止) 244.中華和平党(2020年4月廃止) 245.豪党(2020年4月廃止) 246.新住民共和党(2020年4月廃止) 247.台湾人民党(2018年5月解散) 248.平和党(2018年2月解散) 249.中国文化民主党(2020年4月廃止) 250.中国国家社会主義労工党 251.中国生産党(2020年4月廃止) 252.移民連盟党(2020年4月廃止) 253.大中華生産党(2020年2月解散) 254.中華民国国政監督連盟(2020年4月廃止) 255.労工党 256.中華民国機車党(2018年1月解散) 257.天宙和平統一家庭党 258.軍公教連盟党(2020年4月廃止) 259.樹党(2020年4月廃止) 260.台湾農漁業連盟(廃止) 261.大道連合党(2020年4月廃止) 262.台湾洪門救済党(2018年8月解散) 263.幸福労工党(2022年廃止) 264.経済党 265.中華道政国安党(2020年4月廃止) 266.和平鴿連盟党(2020年4月廃止) 267.時代力量※ 268.民国党※(2019年1月合併) 269.社会民主党 270.全国幸福労工党(2020年4月廃止) 271.中華民族和合党(2020年4月廃止) 272.自由台湾党(2023年解散) 273.台湾独立党(2020年4月廃止) 274.陽光大連盟(2020年4月廃止) 275.新政世紀党(2019年4月解散) 276.中国為公党(2018年8月解散) 277.社会福利党(2020年4月廃止) 278.台湾前進党(2020年4月廃止) 279.台湾未来党(2020年4月廃止) 280.中華青年同盟会(2019年9月廃止) 281.緑党社会民主党連盟(2021年廃止) 282.我們自己的党(2020年4月廃止) 283.信心希望連盟(2020年4月廃止) 284.全民参政大連盟(2022年廃止) 285.福爾摩沙自立党(2018年8月解散) 286.虎党(2022年廃止) 287.世界孫中山梅花連盟(2022年廃止) 288.全民幸福政党大連盟(2020年4月廃止) 289.新台湾国民党連盟(2019年9月解散) 290.台湾君民党(解散) 291.中華復興党(廃止) 292.聾国党 293.興中同盟会 294.金門党(2020年4月廃止) 295.全国人民党 296.自民党(2020年4月廃止) 297.本土建国連盟(2020年4月廃止) 298.台湾民主自治同盟(2022年廃止) 299.労働者民主戦線(2019年4月解散) 300.中華青年民族党(2020年4月廃止) | 301.台湾股票党 302.金門高梁党(2020年4月廃止) 303.台湾基進※ 304.中華公民同盟党(2020年4月廃止) 305.台湾新民党(2022年廃止) 306.台湾動物保護党 307.中華文化復興在理党 308.中華道統連盟(2022年廃止) 309.華裔和合党(2020年4月廃止) 310.青年陽光党 311.仁愛和平党(2020年4月廃止) 312.民生公益(2018年8月解散) 313.公民反媒体壟断連盟(廃止) 314.搶救台湾希望連盟党(2020年4月廃止) 315.台湾人民共産党 316.中国和平統一党 317.中国世界華人統一促進党(2020年4月廃止) 318.富裕民生党(2020年4月廃止) 319.宗教連盟 320.龍党(2022年廃止) 321.台湾学習党 322.中華台湾原住民団結党 323.中華民族統一党(2020年4月廃止) 324.世界大同党(廃止) 325.中国台湾紅党(2020年4月廃止) 326.中国愛国党(2022年廃止) 327.全民執政党(2020年4月解散) 328.中華民生経済改革促進党(廃止) 329.中華民国93㤫潮党(2020年4月廃止) 330.国体民安党(2019年10月解散) 331.愛心党(2020年4月廃止) 332.愛国党(2020年4月廃止) 333.旧台湾(2019年5月解散) 334.台湾全民和平党(2020年4月廃止) 335.孫文主義力行党(2022年廃止) 337.中華全球客家党(2019年7月廃止) 338.左翼連盟 339.中華愛国同心会 340.台湾経済発展党 341.国会政党連盟(2020年3月解散) 342.合一行動連盟 343.天一党 344.中華人民団結同心党(2020年5月廃止) 345.和合文化党(廃止) 346.安定力量 347.中国紅色統一党 348.喜楽島連盟 349.白色連盟(2020年6月解散) 350.台湾民衆党※ 351.嘉福公徳連盟(2020年10月解散) 352.一辺一国行動党(2020年1月解散) 353.統一連盟党 354.基層連盟(廃止) 355.台澎国際法法理建国党 356.台湾維新 357.小民参政欧巴桑連盟 358.儲存真実・因為愛(2020年11月廃止) 359.全民税務服務党(2020年11月廃止) 360.国家公義運動党 361.創新民主党(2020年12月廃止) 362.中華中正党(2020年6月解散) 363.道政連盟 364.商工統一促進会 365.歓楽無法党(2021年2月廃止) 366.台湾双語無法党 367.夏潮連合会 368.金色力量党 369.中国庶民党 370.台湾新住民党 371.前進党 372.台湾澎友党 373.台湾人民進歩党(廃止) 374.中華文化共和党 375.正神名党 |

出典：内政部政黨資訊網-政黨專區簡介、中華民国内政部民政司（2021年11月2日閲覧）。※は立法院に議席を有したことのある政党、△は国民大会に代表を送ったことのある政党。

### 1988年以前の消滅政党

#### 日本統治時代
- 台湾民衆党
- 台湾共産党
- 台湾同化会
- 新民会
- 台湾民党
- 台湾地方自治連盟